# Kron Gracie
Kron Gracie, född 11 juli 1988 i Rio de Janeiro, Brasilien och uppvuxen i Los Angeles, CA, USA är en brasiliansk-amerikansk MMA-utövare som sedan 2019 tävlar i organisationen Ultimate Fighting Championship.

## Bakgrund
Kron Gracie är son till Rickson Gracie och sonson till Helio Gracie. Han började träna under sin far redan vid unga år, och fick som 19-åring sitt svarta bälte av sin pappa. Gracie driver sin egen jiu-jitsu-skola i Culver City, Kalifornien där han även är instruktör.

## Karriär

### Grappling
som yngste son till Rickson Gracie har Gracie varit i och kring BJJ-kretsar hela livet. Bland annat syns en mycket ung Kron Gracie rulla med sin far i faderns dokumentär Choke från 90-talet. 
Gracies första officiella vinst kom redan 1998 när den då 10-årige Gracie vid de amerikanska internationella mästerskapen vann gulbältesklassen. Han började göra sig ett namn i grapplingvärlden när han i de lägre bältesklasserna lyckades vinna via submission i 51 raka segrar.

### MMA

#### Debut
Den 24 oktober 2013 meddelade Gracie att han avsåg att påbörja en MMA-karriär. Första matchen gick sedan mot en annan MMA-debutant, Hyung Soo-Kim, vid Real Fighting Championship: Real 1. Gracie vann matchen via armlås efter bara dryga minuten i första ronden.

#### Rizin FF
Nästa match gick vid Rizin FF 2 den 31 december 2015. I den mötte han ytterligare en MMA-debutant, Erson Yamamoto, som han besegrade via submission i första ronden.
Nästa motståndare Gracie mötte var långt mer rutinerade Hideo Tokoro (32-28) vid Rizin FF:s World Grand Prix 25 september 2016. Gracie strypte ut Tokoro via rear-naked i första ronden.

#### UFC
Med ett perfekt MMA-facit om 4-0 kontrakterades Gracie av UFC november 2018.
Debutmatchen inom UFC gick mot Alex Caceres 17 februari 2019 vid UFC on ESPN: Ngannou vs. Velasquez.
 Gracie vann matchen via rear-naked i första ronden och fick även en Performance of the Night-bonus.
Gracies andra match inom UFC gick mot veteranen Cub Swanson vid UFC Fight Night: Jędrzejczyk vs. Waterson, 12 oktober 2019. Matchen gick tiden ut, och Gracie förlorade till ett enhälligt domslut. Matchen mellan Gracie och Swanson vann "Fight of the Night"-bonusen.

## Tävlingsfacit

### MMA
| Resultat | Facit | Motståndare       | Metod                   | Evenemang                                 | Datum             | Rond | Tid  | Plats            | Notering                 |
| -------- | ----- | ----------------- | ----------------------- | ----------------------------------------- | ----------------- | ---- | ---- | ---------------- | ------------------------ |
| Vinst    | 1–0   | Hyung Soo-Kim     | Submission (armbar)     | Real FC: Real 1                           | 23 december 2014  | 1    | 1:05 | Tokyo, Japan     | Catchvikt 73 kg/161 lb   |
| Vinst    | 2–0   | Asen Yamamoto     | Submission (triangel)   | Rizin 2                                   | 31 december 2015  | 1    | 4:58 | Tokyo, Japan     | Fjäderviktsdebut         |
| Vinst    | 3–0   | Hideo Tokoro      | Submission (rear-naked) | Rizin World GP 2016                       | 25 september 2016 | 1    | 9:45 | Saitama, Japan   |                          |
| Vinst    | 4–0   | Tatsuya Kawajiri  | Submission (rear-naked) | Rizin World GP 2016                       | 31 december 2016  | 2    | 2:04 | Saitama, Japan   |                          |
| Vinst    | 5–0   | Alex Caceres      | Submission (rear-naked) | UFC on ESPN: Ngannou vs. Velasquez        | 17 februari 2019  | 1    | 2:06 | Phoenix, AZ, USA | Performance of the Night |
| Förlust  | 5–1   | Cub Swanson (USA) | Domslut (enhälligt)     | UFC Fight Night: Jędrzejczyk vs. Waterson | 12 oktober 2019   | 3    | 5:00 | Tampa, FL, USA   | Fight of the Night       |

### Grappling
| Antal matcher        | Vunna matcher | Förlorade matcher |
| -------------------- | ------------- | ----------------- |
| Totalt               | 28            | 11                |
| Via submission       | 24            | 3                 |
| Via poäng            | 2             | 8                 |
| Via domslut          | 1             | 0                 |
| Via diskvalificering | 1             | 0                 |
| Oavgjorda            | 0             | 0                 |